# 宿淮铁路
宿淮铁路：西起京沪铁路符离集车站，途经宿州、灵璧、泗县、泗洪、宿迁、泗阳至淮安，至新长铁路袁北站。该线起于“两淮”煤炭基地，以煤炭运输为主，可为江苏能源运输提供新的通道。宿淮铁路设计速度为120公里／小时，预留为160公里/小时，新建正线长度：符离集至袁北210.421公里。其中，安徽省境内正线线路长度113.027公里，江苏省境内正线长度97.5公里；符离集站疏解线长5.18公里。宿淮铁路于2013年12月30日开通货运运营。2014年12月10日开通客运，首发班次为北京-南通直通一对，Z139/140。